# 中华人民共和国审计署
中华人民共和国审计署，简称审计署，是中华人民共和国国务院主管审计工作的正部级组成部门。
审计署主要负责对国家财政收支和法律法规规定属于审计监督范围的财务收支的真实、合法和效益进行审计监督。中央审计委员会办公室设在审计署。

## 沿革
1981年，国务院副总理姚依林提出“改革需要制约的工具”后不久，财政部提交了关于在全国人大常委会下设派出审计机构的建议。后数易其稿，提出设“国家审计院或审计委员会”、设“国家审计部或国家审计总局”、“财政部下设审计总局”三大方案。1982年4月12日，财政部根据宪法修改草案的规定，正式成立“审计机关筹备组”，全面开展审计机关筹建工作。同年8月3日，国务院批复财政部，同意“国务院设国家审计院，省、自治区、直辖市设审计院，县、市设审计分院”的意见，其后审计机关筹备组暂以“国家审计院”名义开展筹备工作。
1982年12月4日，第五届全国人民代表大会第五次会议通过《中华人民共和国宪法》，其中第九十一条规定，“国务院设立审计机关，对国务院各部门和地方各级政府的财政收支，对国家的财政金融机构和企业事业组织的财务收支，进行审计监督。审计机关在国务院总理领导下，依照法律规定独立行使审计监督权，不受其他行政机关、社会团体和个人的干涉。”第一百零九条规定，“县级以上的地方各级人民政府设立审计机关。地方各级审计机关依照法律规定独立行使审计监督权，对本级人民政府和上一级审计机关负责。”
1983年2月25日，国务院常务会议确定，国务院审计机关名为“审计署”，地方各级审计机关名为“审计局”。1996年，各省和自治区的省级审计机关逐步更名为“审计厅”。
1983年9月15日，中华人民共和国审计署正式成立，初期在北京海淀区太平路10号（后改为采石路12号）装甲兵招待所办公，1991年迁入玉渊潭乡西南饭店，1994年5月26日正式搬迁至西城区展览馆路北露园1号（实为扣钟胡同东端），2016年3月又搬迁至位于丰台区丽泽金融商务区的新办公楼，北露园1号后来改由国家药品监督管理局使用。
2018年3月17日第十三届全国人民代表大会第一次会议通过《第十三届全国人民代表大会第一次会议关于国务院机构改革方案的决定》，批准《国务院机构改革方案》。方案规定：“优化审计署职责。将国家发展和改革委员会的重大项目稽察、财政部的中央预算执行情况和其他财政收支情况的监督检查、国务院国有资产监督管理委员会的国有企业领导干部经济责任审计和国有重点大型企业监事会的职责划入审计署，构建统一高效审计监督体系。不再设立国有重点大型企业监事会。”
2020年8月31日，根据国家发展改革委《关于全面推开行业协会商会与行政机关脱钩改革的实施意见》（发改体改〔2019〕1063号），原由审计署主管的中国内部审计协会等1家行业协会（商会）与审计署分离，依法直接登记、独立运行，剥离行政职能，不再设置业务主管单位。取消对其的直接财政拨款，通过政府购买服务等方式支持其发展。

## 职责
根据《审计署职能配置、内设机构和人员编制规定》，审计署承担下列职能：
1. 主管全国审计工作。负责对国家财政收支和法律法规规定属于审计监督范围的财务收支的真实、合法和效益进行审计监督，对公共资金、国有资产、国有资源和领导干部履行经济责任情况实行审计全覆盖，对领导干部实行自然资源资产离任审计，对国家有关重大政策措施贯彻落实情况进行跟踪审计。对审计、专项审计调查和核查社会审计机构相关审计报告的结果承担责任，并负有督促被审计单位整改的责任。
2. 起草审计法律法规草案，拟订审计政策，制定审计规章、国家审计准则和指南并监督执行。制定并组织实施专业领域审计工作规划。参与起草财政经济及其相关法律法规草案。对直接审计、调查和核查的事项依法进行审计评价，作出审计决定或提出审计建议。
3. 向中央审计委员会提出年度中央预算执行和其他财政支出情况审计报告。向国务院总理提出年度中央预算执行和其他财政收支情况的审计结果报告。受国务院委托向全国人大常委会提出中央预算执行和其他财政收支情况的审计工作报告、审计查出问题整改情况报告。向党中央、国务院报告对其他事项的审计和专项审计调查情况及结果。依法向社会公布审计结果。向中央和国家机关有关部门、省级党委和政府通报审计情况和审计结果。
4. 直接审计下列事项，出具审计报告，在法定职权范围内作出审计决定，包括国家有关重大政策措施贯彻落实情况；中央预算执行情况和其他财政收支，中央和国家机关各部门（含直属单位）预算执行情况、决算草案和其他财政收支；省级政府预算执行情况、决算草案和其他财政收支，中央财政转移支付资金；使用中央财政资金的事业单位和社会团体的财务收支；中央投资和以中央投资为主的建设项目的预算执行情况和决算，国家重大公共工程项目的资金管理使用和建设运营情况；自然资源管理、污染防治和生态保护与修复情况；中国人民银行、国家外汇局的财务收支，中央国有企业和金融机构、国务院规定的中央国有资本占控股或主导地位的企业和金融机构境内外资产、负债和损益，国家驻外非经营性机构的财务收支；有关社会保障基金、社会捐赠资金和其他基金、资金的财务收支；国际组织和外国政府援助、贷款项目；法律法规规定的其他事项。
5. 按规定对省部级党政主要领导干部及其他单位主要负责人实施经济责任审计和自然资源资产离任审计。
6. 组织实施对国家财经法律法规、规章、政策和宏观调控措施执行情况、财政预算管理及国有资产管理使用等与国家财政收支有关的特定事项进行专项审计调查。
7. 依法检查审计决定执行情况，督促整改审计查出的问题，依法办理被审计单位对审计决定提请行政复议、行政诉讼或国务院裁决中的有关事项，协助配合有关部门查处相关重大案件。
8. 指导和监督内部审计工作，核查社会审计机构对依法属于审计监督对象的单位出具的相关审计报告。
9. 与省级党委和政府共同领导省级审计机关。依法领导和监督地方审计机关的业务，组织地方审计机关实施特定项目的专项审计或审计调查，纠正或责成纠正地方审计机关违反国家规定作出的审计决定。按照干部管理权限协管省级审计机关负责人。
10. 组织开展审计领域的国际交流与合作，指导和推广信息技术在审计领域的应用。
11. 完成党中央、国务院交办的其他任务。

## 机构设置
根据《审计署职能配置、内设机构和人员编制规定》，审计署设置下列机构：

### 内设机构
- 办公厅
- 政策研究室
- 法规司
- 审理司
- 内部审计指导监督司
- 电子数据审计司
- 财政审计司
- 税收征管审计司
- 行政事业审计司
- 农业农村审计司
- 固定资产投资审计司
- 社会保障审计司
- 自然资源和生态环境审计司
- 金融审计司
- 企业审计司
- 涉外审计司
- 经济责任审计司
- 国际合作司（港澳台办公室）
- 人事教育司
- 机关党委（巡视工作办公室）
- 离退休干部办公室（副司局级）

中央审计委员会办公室设在审计署，接受中央审计委员会直接领导。中央审计委办公室单设秘书局。

### 直属事业单位
- 审计署机关服务局
- 审计署计算机技术中心
- 审计署审计科学研究所
- 中国审计报社
- 审计署审计干部培训中心（审计宣传中心）
- 审计署国外贷援款项目审计服务中心
- 审计博物馆
- 审计署审计干部教育学院（中国共产党审计署党校）

### 直属企业单位
- 中国时代经济出版社有限公司[註 1]

### 主管社会团体
- 中国审计学会

### 派出（派驻）机关

#### 派出审计局
- 审计署中央机关审计局
- 审计署宣传审计局
- 审计署统战审计局
- 审计署外交审计局
- 审计署政法审计局
- 审计署教育审计局
- 审计署科学技术审计局
- 审计署工信建设审计局
- 审计署民政社保审计局
- 审计署资源环境审计局
- 审计署交通运输审计局
- 审计署农业水利审计局
- 审计署贸易审计局
- 审计署卫生体育审计局
- 审计署社会管理审计局
- 审计署经济执法审计局
- 审计署广电通讯审计局
- 审计署发展统计审计局
- 审计署群团文化审计局
- 审计署金融审计一局
- 审计署金融审计二局
- 审计署金融审计三局
- 审计署企业审计一局
- 审计署企业审计二局
- 审计署企业审计三局
- 审计署企业审计四局
- 审计署企业审计五局
- 审计署企业审计六局
- 审计署企业审计七局
- 审计署企业审计八局

#### 驻地方特派员办事处
- 审计署驻京津冀特派员办事处
- 审计署驻太原特派员办事处
- 审计署驻沈阳特派员办事处
- 审计署驻哈尔滨特派员办事处
- 审计署驻上海特派员办事处
- 审计署驻南京特派员办事处
- 审计署驻武汉特派员办事处
- 审计署驻广州特派员办事处
- 审计署驻郑州特派员办事处
- 审计署驻济南特派员办事处
- 审计署驻西安特派员办事处
- 审计署驻兰州特派员办事处
- 审计署驻昆明特派员办事处
- 审计署驻成都特派员办事处
- 审计署驻长沙特派员办事处
- 审计署驻深圳特派员办事处
- 审计署驻长春特派员办事处
- 审计署驻重庆特派员办事处

## 历任领导
| 中华人民共和国审计署审计长 1. 于明涛（1983年6月－1985年3月） 2. 吕培俭（1985年3月－1994年5月） 3. 郭振乾（1994年5月－1998年3月） 4. 李金华（1998年3月－2008年3月） 5. 刘家义（2008年3月－2017年4月） 6. 胡泽君（2017年4月－2020年6月） 7. 侯凯（2020年6月－） | 中华人民共和国审计署副审计长 …… - 王本强（2022年11月－，兼政策研究室主任） - 郭彩云（2025年5月－） - 马文辉（2024年4月－） - 尚锐（2024年7月－，兼中央审计委员会办公室秘书局局长） 中央纪委国家监委驻审计署纪检监察组组长 …… - 任洪斌（2022年6月－） 中华人民共和国审计署其他党组成员 …… - 张俊（2024年12月－，兼中央经济责任审计工作部际联席会议办公室主任） |